# Риттер, Август Готфрид
А́вгуст Го́ттфрид Ри́ттер (нем. August Gottfried Ritter; 25 августа 1811, Эрфурт — 26 августа 1885, Магдебург) — немецкий композитор-романтик, органист, профессор, музыковед и эксперт в органостроении.
Оставшись сиротой, был отдан дядей в обучение эрфуртскому органисту Андреасу Кечау, в 11-летнем возрасте впервые выступил публично, исполнив один из клавирных концертов Вольфганга Амадея Моцарта. Затем учился у Михаэля Готхарда Фишера, в 1832—1833 гг. занимался в Веймаре у Иоганна Непомука Гуммеля, затем некоторое время учился в Берлине (в частности, у Августа Вильгельма Баха). В 1835 г. вернулся в Эрфурт, где работал органистом; в 1844 г. перешёл на службу в кафедральный собор Мерзебурга, а в 1847 г. — в кафедральный собор Магдебурга.
Среди сочинений Риттера наиболее известны четыре органные сонаты:
- Соната № 1 ре-минор, op. 11 (1845 г.)
- Соната № 2 ми-минор, op. 19 (1850 г.), посвящена Юлиусу Мюлингу
- Соната № 3 ля-минор, op. 23 (1855 г.), посвящена Ференцу Листу
- Соната № 4 ля-мажор, op. 31 (1855 г.)

Наряду с Феликсом Мендельсоном Риттер считается одним из создателей этого жанра.
Кроме музыкальных сочинений Риттеру принадлежит ряд музыковедческих трудов — в том числе «К истории органного исполнительства, преимущественно в Германии, с XIV до начала XVIII вв.» (нем. Zur Geschichte des Orgelspieles, vornehmlich des deutschen, im 14. bis zum Anfang des 18. Jahrhunderts; 1884, в 2 томах).
Учениками Риттера были Отто Лессман и Герман Шрёдер.